# Beakley Glacier
Beakley Glacier är en glaciär i Antarktis. Den ligger i Västantarktis. Inget land gör anspråk på området. Beakley Glacier ligger 103 meter över havet.
Terrängen runt Beakley Glacier är platt åt nordväst, men åt sydost är den kuperad. Havet är nära Beakley Glacier åt nordost. Trakten är obefolkad. Det finns inga samhällen i närheten.